# Spættet sæl
Spættet sæl (Phoca vitulina) er en ægte sæl, vidt udbredt langs kysterne i de tempererede og arktiske farvande på den nordlige halvkugle. I Atlanterhavet findes den i Nordvesteuropa, Østersøen, Svalbard, Island, Grønland og langs den Nordamerikanske østkyst. I Stillehavet findes den fra Den Californiske Halvø langs Vestkysten over Canada, Alaska og Aleuterne til Kamtjatka, Korea og nordlige Japan (Hokkaido og har dermed en de sæler, der er udbredt over det største område.
Det er den mest almindelige sæl i de danske farvande. Med undtagelse af Lillebælt og Det Sydfynske Øhav findes spættet sæl almindeligt forekommende i hele Danmark. De vigtigste yngle- og hvilepladser findes i Vadehavet, vestlige Limfjord, Læsø, Anholt, Hesselø, farvandet omkring Samsø, Avnø Fjord og Rødsand ved Gedser.

## Udseende
Spættede sæler er op til 1.8 m lange og kan veje op til 130 kg. Hannerne er en smule større end hunnerne, men det er ikke muligt at kønsbestemme et dyr på afstand med mindre der er tale om en hun med unge eller en meget stor han. Pelsen er som hos alle andre ægte sæler kort og har ingen betydning for evnen til at holde på varmen, hvilket et centimetertykt spæklag sørger for. Pelsen er lys grå eller brun, med store geografiske forskelle i farve og mønster, der som oftest består af mange uregelmæssige sorte eller mørke pletter. Pletterne er aldrig ringformede, som hos ringsæl. Spættet sæl kan kendes fra gråsæl på sin mindre størrelse og mindre, spidsere snude og tætsiddende ovale næsebor, der næsten rører hinanden for neden (V-form), hvor gråsælen har aflange, næsten parallelle næsebor. Unge gråsæler kan være meget vanskelige at skelne fra spættede sæl på afstand. Som alle andre ægte sæler har spættet sæl ingen ydre ører. Øret ses i stedet som et hul på siden af hovedet.

## Udbredelse i Europa
Spættet sæl er den mest almindelige sæl i Europa. Hovedudbredelsen er omkring Nordsøen og rundt om de Britiske øer og Irland. To meget væsentlige lokaliteter er Vadehavet og the Wash på Englands østkyst. De sydligste forekomster er Atlanterhavskysten i Frankrig. Mod nord findes den helt til Svalbard og mod øst findes en lille isoleret bestand i Kalmarsund.

## Systematik
Spættet sæl er nært beslægtet med de øvrige sæler i Nordatlanten.
Tre underarter af spættet sæl er anerkendt
- P. vitulina vitulina (L., 1758) Atlanterhavet
- P. vitulina mellonae (Doutt, 1942) Ferskvand i østlige Cananda
- P. vitulina richardsi (Gray, 1864) Stillehavet

To yderligere underarter er beskrevet, men ikke anerkendt
- P. vitulina concolor (DeKay, 1842) Nordvestatlanten
- P. vitulina stejnegeri (J. A. Allen, 1902) Østasien

## Status og beskyttelse
Globalt set er status god og er kategoriseret som ikke truet af IUCN. Den globale bestand skønnes at være 5-6 millioner dyr. Lokalt og regionalt er der store forskelle mellem området og lokalt kan bestandene være under pres. Det gælder f.eks. Østersøen, Hokkaido i Japan og ikke mindst Grønland hvor den tidlige var efterstræbt ved fangst. Andre områder, som f.eks. Vadehavet, er bestanden i stabil vækst.

### Fredninger og Reservater i DK
Spættet sæl blev totalfredet i 1976, efter at bestanden var gået stødt tilbage siden begyndelsen af 1900-tallet på grund af intensiv jagt, bl.a. tilskyndet af udbetalinger af skydepræmier fra Staten. Sammen med totalfredningen blev et antal sælreservater oprettet for at give sælerne mulighed for at ligge uforstyrret på land. Flere af reservaterne strækker sig ud i havet. I de lukkede perioder er al færdsel forbudt i reservaterne og adgang kan kun opnås efter tilladelse fra Naturstyrelsen, der administrer reservaterne.
| Område       | Reservat                  | Areal (ha) | Areal vand (ha) | Lukket periode                  |
| ------------ | ------------------------- | ---------- | --------------- | ------------------------------- |
| Vadehavet    | Lammelægger (SV f. Rømø)  | 5          | -               | Hele året                       |
|              | Koresand (S f. Mandø)     | 633        | -               | Hele året                       |
|              | Langli Sand               | 380        | -               | Hele året                       |
| Limfjorden   | Ejerslev Røn (NØ f. Mors) | 8          | 23              | 1.4-31.8                        |
|              | Livø Bredning             | 4          | 49              | Hele året (land) 1.3-1.9 (vand) |
| N. Kattegat  | Totten (Anholt)           | 7          | 32              | Hele året                       |
|              | Hesselø                   | 1          | 439             | 15.4-30.9                       |
| SV. Kattegat | Bosserne (Ø. f. Samsø)    | 1.2        | 36              | 1.4-30.9                        |
|              | Møllegrund (V. f. Samsø)  | 8          | 2               | Hele året                       |
| SØ. Danmark  | Saltholm                  | 226        | -               | Hele året                       |
|              | Rødsand (V. f. Gedser)    | 6          | 112             | 1.3-30.9                        |

Spættet sæl er desuden optaget på Habitatdirektivets liste II, der pålægger EU-medlemslandene at udpege særligt beskyttede områder (habitatområder) som led i Natura 2000 netværket. Spættet sæl er således med i udpegningsgrundlaget for 22 danske habitatområder (områdenr i parentes):
(4) Hirsholmene, havet vest herfor og Ellinge Å’s udløb

(9) Strandenge på Læsø og havet syd herfor

(14) Ålborg Bugt, Randers Fjord og Mariager Fjord

(15) Nibe Bredning, Halkær Ådal og Sønderup Ådal

(16) Løgstør Bredning, Vejlerne og Bulbjerg

(28) Agger Tange, Nissum Bredning, Skibsted Fjord og Agerø

(29) Dråby Vig

(30) Lovns Bredning, Hjarbæk Fjord og Skals, Simested og Nørre Ådal, samt Skravad Bæk

(42) Anholt og havet nord for

(51) Stavns Fjord, Samsø Østerflak og Nordby Hede

(52) Horsens Fjord, havet øst for og Endelave

(55) Venø, Venø Sund

(78) Vadehavet med Ribe Å, Tved Å og Varde Å vest for Varde

(92) Æbelø, havet syd for og Nærå

(112) Hesselø med omliggende stenrev

(126) Saltholm og omliggende hav

(147) Havet og kysten mellem Præstø Fjord og Grønsund

(148) Havet og kysten mellem Karrebæk Fjord og Knudshoved Odde

(152) Smålandsfarvandet nord for Lolland, Guldborg Sund, Bøtø Nor og Hyllekrog-Rødsand

(176) Havet omkring Nordre Rønner

(195) Røsnæs, Røsnæs Rev og Kalundborg Fjord

(255) Sydlige Nordsø

## Sæler i fangenskab
Spættede sæler er taknemmelige at holde i fangenskab og holdes i akvarier og zoologiske haver over hele verden. De er ikke særligt aggressive overfor hinanden og kan derfor holdes i blandede grupper med både hunner og hanner. Givet tilstrækkeligt med plads yngler de også beredvilligt i fangenskab.
Mange steder trænes dyrene til at optræde i fremvisninger for publikum, på samme måde som med delfiner.
Spættet sæl kan i Danmark ses bl.a. i København Zoo, Odense Zoo, Fjord&Bælt, Kerteminde, Sælariet, Esbjerg og Kattegatcentret, Grenå.